# Октябрське (Рощинський сільський округ)
Октя́брське (каз. Октябрь) — село у складі Тайиншинського району Північноказахстанської області Казахстану. Входить до складу Рощинського сільського округу, раніше було у складі ліквідованої Макашевської сільської ради.
Населення — 26 осіб (2021; 108 у 2009, 252 у 1999, 381 у 1989).
Національний склад станом на 1989 рік:
- поляки — 38 %
- німці — 30 %.